# Джинні Перді
Джинні Перді (англ. Ginny Purdy; нар. 15 листопада 1966) — колишня американська тенісистка.
Найвищу одиночну позицію світового рейтингу — 40 місце досягла 23 червня, 1986 року.
Здобула 1 одиночний титул туру WTA.

## Фінали Туру WTA

### Одиночний розряд (1-1)
| Результат | Дата                                | Турнір            | Рівень       | Покриття | Суперниця        | Рахунок       |
| --------- | ----------------------------------- | ----------------- | ------------ | -------- | ---------------- | ------------- |
| Поразка   | Virginia Slims of Indianapolis 1983 | Індіанаполіс, США | Категорія 1+ | Тверде   | Енн Гоббс        | 4–6, 7–6, 4–6 |
| Перемога  | Pittsburgh Open 1983                | Піттсбург, США    | Категорія 1+ | Килим    | Клаудія Монтейру | 6–2, 7–5      |